# 美上千里
美上千里（日语：美上セリ，1987年3月15日—）是日本的原AV女优。

## 简介
- 2006年11月成为Max-A、JHV2家公司的专属女优。
- 2007年由《美上セリ 解禁》一片转向Maxing。
- 2008年6月之后，很少正式出演，可能已经引退。
- 爱好是购物、飞镖。

## 作品
2006年
- Coolな女神（11月30日、Alice Japan）
- Jewel（12月29日、Max-A）

2007年
- キリリッ!（1月26日、Alice Japan）
- NATURAL BEAUTY（2月28日、Max-A）
- 女尻（3月30日、Alice Japan）
- She（4月20日、Max-A）
- 猥褻モデル（5月25日、Alice Japan）
- 教えてティーチャー（6月29日、Max-A）
- 真性アイドル中出し解禁！！（7月27日、Alice Japan）
- 淫口（8月31日、Max-A）
- パラダイスラブ 2 （9月28日、Alice Japan）
- 監禁 （10月26日、Max-A）
- 美上セリ 解禁（12月16日 Maxing）

2008年
- 美少女潮吹き症候群（1月16日、Maxing）
- FIRST IDEAPOCKET 2 美上セリ 解禁（2月1日、IdeaPocket）
- オイ美上、温泉でヤラセロ。（3月16日、Maxing）
- PERFECT BODY SEX（4月1日、IdeaPocket）
- セリ先生の誘惑授業（6月1日、IdeaPocket）

2010年
- 真性アイドル全員中出し!! 4時間（4月9日、Alice Japan）共演:松岛枫、Mihiro、星野美优、佐伯奈奈